# Gerard Baerends
Gerardus Pieter (Gerard) Baerends (Den Haag, 30 maart 1916 - Groningen, 1 september 1999) was een Nederlands etholoog en ecoloog.

## Levensloop
Baerends studeerde biologie in Leiden en was een van de leerlingen van Niko Tinbergen. Hij specialiseerde zich in het gedrag van dieren in hun natuurlijke leefomgeving en voorzag dit van een nieuw theoretisch kader om dit gedrag te verklaren. In Leiden leerde hij ook zijn latere vrouw, Josina Maria (Jos) van Roon (1916-1991), kennen; ook zij was bioloog en ze werkten en publiceerden meermaals samen.
In die tijd werden proefdieren in onnatuurlijke laboratoriumsituaties gehouden. Hierdoor kwam de respons van deze proefdieren niet overeen met die welke zij zouden hebben vertoond als zij in hun natuurlijke leefomstandigheden waren bestudeerd.
Om deze laboratoriumsituaties te omzeilen deed Baerends aan veldwaarnemingen en -experimenten.

## Ethologische bijdrage
In 1941 promoveerde Baerends bij Tinbergen op een onderzoek naar de voortplantingsgedragingen en oriëntering van onder andere de kleine rupsendoder. Bij dit onderzoek kwamen de veldwaarnemingen en de veldexperimenten naar voren. Barends analyseerde de complexe gedragingen van de graafwesp en kwam tot een theorie over de hiërarchische structuur van gedrag.
De benadering van gedrag door gebruik te maken van veldonderzoeken, zodat dieren niet gestoord worden in hun gedragingen en zeker niet gemanipuleerd worden in een laboratoriumomgeving, leidde tot verhelderende conclusies. Daarnaast werd duidelijk in hoeverre het gedrag verschilde van dat van dieren in laboratoriumsituaties.
In 1946 werd hij benoemd tot hoogleraar Dierkunde aan de Rijksuniversiteit Groningen. Dit kwam voornamelijk door het veelvuldig gebruik van veldonderzoeken en experimenten. Zijn vakgroep was bijzonder invloedrijk: tijdens zijn professoraat vonden alleen al 43 promoties plaats.
Door de combinatie van ethologisch en ecologisch veldwerk ontdekte men vele gedragingen uit de natuur. In het laboratorium ontstond een grote verscheidenheid aan nagebootste natuurgebieden om dieren te kunnen observeren. Voornamelijk vissen werden bestudeerd. Dit komt men tot op heden tegen in studieboeken.
In 1948 richtte Baerends, samen met Tinbergen en William Thorpe, het wetenschappelijk tijdschrift Behaviour op, waarvan hij redacteur bleef tot 1991. In 1972 maakte hij met filmregisseur Bert Haanstra de film Bij de beesten af, die genomineerd werd voor een Oscar voor de beste documentaire. Deze film leverde zowel positieve als negatieve reacties op en droeg bij tot discussies over de evolutietheorie.
De Groningse universiteit gaf Baerends een persoonlijke leerstoel, waardoor hij zijn veldwerk en onderzoek kon uitbreiden. Hierdoor kon de universiteit hem behouden toen hem in 1973 gevraagd werd Konrad Lorenz op te volgen als leider van het beroemde Max-Planck-Institut für Verhaltensphysiologie in Seewiesen in Beieren. Overigens wees hij deze eervolle benoeming ook af op grond van verschillen van inzicht, o.a. doordat in Seewiesen weinig aandacht bestond voor ecologie.

## Tot slot
In Nederland was hij een van de belangrijkste gezichten van de ethologie. Baerends heeft veel betekend voor de ontwikkelingen van gedragsstudie en een zowel ethologische als ecologische kijk op gedragsstudie kunnen bieden.

## Publicaties
- Fortpflanzungsverhalten und Orientierung der Ammophila campestris. Tijdschrift voor Entomologie (1941), Jg. 84, S. 68-275
- Het probleem der voedselvoorziening in de zee. Wolters, Groningen, 1946 (inaugurele rede, 7 december 1946)
- Met J.M. Baerends-van Roon: An introduction to the study of cichlid fishes. Behaviour (1950), Suppl. 1, blz. 1-242
- Met anderen: Ethological studies on 'Lebistes reticulatus' (Peters). Behaviour (1955), Vol. 8, blz. 249-332
- Aufbau des tierischen Verhaltens. In: J. G. Helmcke: Handbuch der Zoologie, Band VIII, 7. Lieferung, Berlin, 1956, Uitg. Walter de Gruyter, blz. 1-32
- Comparative methods and the concept of homology in the study of behaviour. Archives Neerlandaises de Zoologie (1958), Band 13, (Suppl. 1), blz. 401-417
- Met R.H. Drent: The herring gull and its egg. Vol. 1: Behaviour (1970), Suppl. 17, blz. 1-312. Vol. 2: Behaviour (1982), Vol. 82, blz. 1-415
- Met M. Lindauer: Moderne Methoden und Ergebnisse der Verhaltensforschung bei Tieren. Westdeutscher Verlag, 1972, ISBN 3531082183
- Redactie: Function and evolution in behaviour. Essays in honour of Niko Tinbergen. Clarendon Press, Oxford, 1975. ISBN 0-19-857382-0
- The functional organization of behaviour. Animal Behavior (1976), Vol. 24, blz. 726-738
- A tentative model for the causation of neuroses. In: H.M. van Praag (ed.), Research in Neurosis. Utrecht: Bohn, Scheltema & Holkema, 1976.
- Met J.M. Baerends-van Roon: The morphogenesis of the behaviour of the domestic cat, with a special emphasis on the development of prey-catching. Verhandelingen KNAW, 1979
- 'Geprogrammeerd leren, seksuele identiteit en partnerkeuze' (pdf), artikel in Tijdschrift voor psychiatrie, 22, 1980/7-8